# Аскарелли, Девора

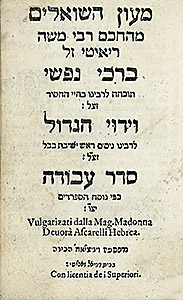
Итальянская книга, переведенная на рифмованный итальянский язык Деворой Аскарелли.

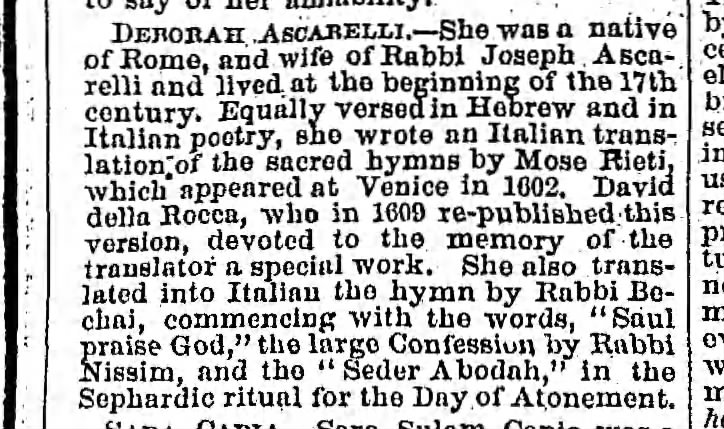
Американский израильтянин. Цинциннати, Огайо. 19 апреля 1867 года. Страница 6.

Девора Аскарелли — итальянская поэтэсса XVI века, жившая в Риме. Аскарелли, возможно, была первой еврейкой, опубликовавшей собственную книгу.

## Биография
О Деворе Аскарелли мало что известно, и некоторые из известных фактов противоречивы. В посвящении её книги L’abitacolo Degli Oranti указано, что она жила в Риме в XVI веке и была замужем за Джозефом Аскарелли. Предположительно родившаяся в семье итальянских купцов Аскарелли была хорошо образована и могла посвящать время переводу и другим произведениям. Девичья фамилия поэтессы в источниках не упоминается. Некоторые исследователи предполагают, что она и её муж могли быть кузинами и, следовательно, иметь одну и ту же фамилию. Находятся связи между семьей Аскарелли и каталонскими лидерами в Риме.

## L’abitacolo Degli Oranti
Книга Аскарелли L’abitacolo Degli Oranti была опубликована в Венеции в 1601 году и повторно в 1609 году. Она содержит переводы литургических текстов с иврита на итальянский, а также стихи на итальянском языке, написанные самой Аскарелли. Иногда книгу называют по названию первого текста Me’on ha-Sho’alim, или «Обитель просителей».
Оспаривается то, как была опубликована книга. Некоторые источники утверждают, что друг поэтессы Дэвид делла Рокка опубликовал работу Аскарелли после её смерти. Другие утверждают, что Рокка, итальянскому еврею, не разрешили бы публиковаться в Венеции и что более вероятно, что Рокка просто помогал ещё живой Аскарелли в публикации её работ. Издателем в 1601 году был Даниэль Занетти, христианин, издававший еврейские книги. Издание 1609 года было опубликовано Джованни ди Гара, очевидно, при содействии Самуэля Кастельнуово.
Первое стихотворение в книге, Me’on ha-Sho’alim, является частью Mikdash Me’at, Il Tempio или «Маленькое святилище», стихотворения для йом-кипура, написанного Моисеем Риети из Перуджи (1388—1459). В работе Аскарелли текст переведен на рифмованный итальянский язык.
Другие переводы в книге включают прозаические переводы Barekhi Nafshi (Benedici il Signore o anima mia) Бахьи ибн Пакуды из Сарагосы, «Великой исповеди» раввина по имени Ниссим и сефардской молитвы на йом-кипур.
Аскарелли сочинила и опубликовала в книге два сонета. Первый, Il Ritratto di Susanna («Портрет Сусанны»), основан на апокрифической истории Сусанны. Во втором, Quanto e' in me di Celeste («Всё, что во мне от Небес»), рассказчик описывает получение добродетелей с Небес подобно пчеле из цветов. Хотя это стихотворение анонимно, оно было интерпретировано как особенно автобиографическое, поскольку имя Девора или Дебора означает «пчела».
Основываясь на её стихах, Аскарелли описывают как «благочестивую», «скромную и замкнутую». Согласно другим предположениям, религиозный тон поэзии Аскарелли мог быть выбран в соответствии с гендерными ролями её времени.